# Rioolheffing
Rioolheffing is een belasting in Nederland die geheven wordt door een gemeente voor (de mogelijkheid tot) het gebruik van de riolering. 
De aanleg en het beheer van de riolering is een gemeentelijke taak. Op een enkele uitzondering na wordt deze taak bekostigd via de rioolheffing, alhoewel een gemeente ook kan kiezen om (deels) geld vanuit de algemene middelen hiervoor te gebruiken. De wet geeft aan dat de begrote baten van de rioolheffing niet hoger mogen zijn dan de begrote lasten (Gemeentewet artikel 229b).
Tot 2008 was deze belasting een retributie, genaamd rioolrecht, wat grofweg betekent dat de gebruikers van de riolering betalen voor het rechtstreekse belang en profijt dat zij hebben van de riolering. Omdat gemeenten in de problemen kwamen bij het bekostigen van taken zoals verwerking van regenwater op openbaar terrein of het oplossen van grondwaterproblemen, is dit veranderd in de rioolheffing, een belasting waar geen rechtstreeks profijt tegenover hoeft te staan. Ook bijvoorbeeld dat de gemeente het regenwater verwerkt dat op publiek terrein valt, is in het algemeen belang, waaraan iedereen meebetaalt volgens een grondslag die de gemeenteraad vaststelt.

## Grondslagen
Er zijn verschillende mogelijkheden voor het berekenen van de hoogte van de rioolheffing. Sommige gemeenten heffen bijvoorbeeld een vast bedrag per aansluiting, andere gemeenten berekenen de hoogte naar rato van het drinkwaterverbruik of op basis van de WOZ-waarde van een perceel (als maat voor het dak/terreinoppervlak, die een directe relatie heeft met de kostenverdeling van de regenwaterzorgplicht).
De hoogte van de rioolheffing verschilt per gemeente. De oorzaak hiervan ligt deels in de geografie en vroegere keuzes van de gemeente en deels in de boekhoudkundige praktijk (wat wordt tot de riolering gerekend en hoeveel investeringen moeten nog uitgevoerd worden).
Een klein deel van de gemeenten heeft geen kostendekkende rioolheffing. Zij betalen dan bij uit de algemene middelen. De rioolheffing mag nooit meer bedragen dan nodig is voor de uitvoering van de gemeentelijke watertaken.

## Hoogte van het rioolheffing
In 2005 bedroeg het rioolrecht in Nederland gemiddeld € 125 per jaar (variërend tussen € 83 en € 283), in 2015 is de rioolheffing gemiddeld € 189 (variërend tussen € 0 en € 375). Eerder was de verwachting dat dit zou stijgen naar een bedrag van €250 in 2014. De verwachte stijging wordt veroorzaakt door de veroudering van de rioolstelsels (nieuwe aanleg werd betaald uit de grondverkoop, de vervanging moet echter uit de rioolheffing), het langzaam toegroeien naar volledige kostendekkendheid en de uitvoering van (extra) taken om het milieu te beschermen. Sinds 2011 werken gemeenten nadrukkelijk aan de doelmatigheid van hun watertaken, wat geleid heeft tot een sterke afname van de stijging van de gemiddelde rioolheffing.

### Demping van schommelingen
Om grote schommelingen in de hoogte van de rioolheffing te voorkomen werken veel gemeenten met een zogenaamde voorziening. Dit is een post in de boekhouding die zowel positief als (tijdelijk) negatief mag zijn. Zo wordt voorkomen dat bij een grote uitgave de rioolheffing met een groot percentage moet stijgen, de stijging kan dan uitgesmeerd worden over meerdere jaren.

### Kosten
Grote investeringen aan de riolering worden meestal bekostigd op basis van geleend kapitaal. De kapitaalslasten (rente en aflossing) worden dan vanuit de rioolheffing betaald. Rioolleidingen bijvoorbeeld kunnen over circa 60 jaar afgeschreven worden, pompen over 15 jaar. De wijze van financiering kan ook weer per gemeente verschillen. Lenen kost geld, vandaar dat koepelorganisatie Stichting RIONED pleit voor terugbrengen van de afschrijvingstermijn.
De normale, jaarlijkse, lasten worden rechtstreeks uit de rioolheffing betaald en worden dus niet over meerdere jaren afgeschreven.

## Recente ontwikkelingen
Op 1 januari 2008 trad de Wet verankering en bekostiging gemeentelijke watertaken in werking.  Met deze wet heeft de gemeente naast de zorg voor inzameling en transport van afvalwater ook een regenwaterzorgplicht en een duidelijke rol als regisseur bij de aanpak van grondwaterproblemen gekregen. De nieuwe wet geeft de gemeente de mogelijkheid om deze taken te bekostigen via een rioolheffing. Er is dan niet langer sprake van een koppeling van belasting aan een individuele tegenprestatie (zoals bij een retributie). Daarmee hebben de gemeenten de financiële mogelijkheden om knelpunten in het stedelijk waterbeheer aan te pakken. Het rioolrecht blijft bestaan als (eenmalig) aansluitrecht ter bekostiging van de werkzaamheden voor aansluiting van een perceel op de riolering.

## Voetnoten
1. ↑  Stichting Rioned: Bestuurdersinformatie kosten en rioolheffing
2. ↑  Thema Financiën van Stichting RIONED